# 臺灣業頰長蝽
臺灣業頰長蝽（学名：Iphicrates gressitti）为長蝽科業頰長蝽屬下的一个种。